# Prêmio da Música Brasileira
O Prêmio da Música Brasileira (PMB) ou Prêmio BTG Pactual da Música Brasileira é uma importante premiação musical brasileira criada em 1987 por Zé Maurício Machline. Seu objetivo é valorizar a diversidade e a riqueza da música brasileira, reconhecendo artistas de diferentes gêneros e estilos. A premiação busca destacar a contribuição de músicos e compositores para a cultura brasileira, promovendo a apreciação e o reconhecimento de talentos em todo o país.
Desde 1993, com exceção de 2002 e 2009, é realizada no Theatro Municipal do Rio de Janeiro, um dos mais importantes e tradicionais palcos culturais do Brasil. Ao longo de sua história, o PMB tem homenageado grandes nomes da música brasileira e se consolidado como um evento de prestígio no cenário cultural do Brasil. A cada edição, são premiados artistas em diversas categorias, refletindo a ampla gama de expressões musicais presentes no país.
A premiação foi inicialmente conhecida pelos nomes de seus patrocinadores, sendo chamada de Prêmio Sharp, Prêmio Caras e Prêmio TIM de Música. Em fevereiro de 2025, na 32ª edição, o prêmio passou a ser chamado de Prêmio BTG Pactual da Música Brasileira.

## História

### Criação e primeiros anos

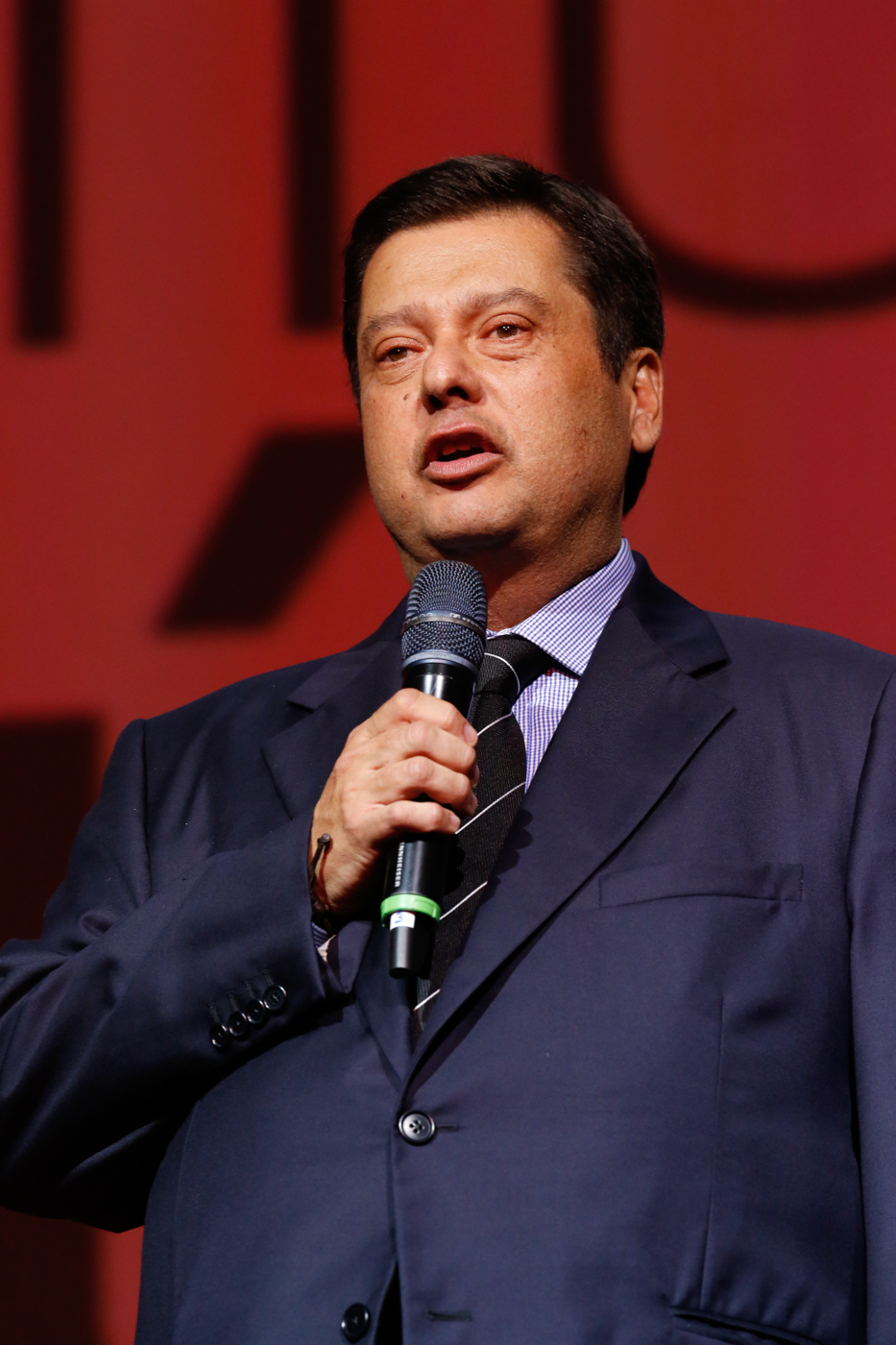
O criador José Maurício Machline durante a 25.ª edição do prêmio em 2014.

O Prêmio da Música Brasileira foi idealizado por José Maurício Machline, também conhecido como Zé Maurício, em 1987. Machline, um apaixonado por música, televisão, teatro e literatura, criou o prêmio visando valorizar a diversidade e a riqueza da música brasileira. Ele buscava incentivar a descoberta de novos talentos e promover encontros produtivos entre as várias tendências da música contemporânea brasileira, procurando a mais alta qualidade em todas as vertentes musicais.
Inicialmente patrocinado pela Sharp Corporation, foi conhecido como Prêmio Sharp de Música Brasileira desde sua primeira edição, em 1988 (referente ao ano anterior, 1987), até 1998. Em 1995, a Sharp também criou um prêmio para excelência no teatro brasileiro. No entanto, em 1999, quando o Prêmio Sharp de Música iria para sua 12ª edição e o Prêmio Sharp de Teatro para sua 5ª edição, a crise econômica mundial impediu a realização da cerimônia. A lista dos vencedores foi divulgada, mas os premiados receberam apenas um prêmio simbólico, sem a tradicional festa de entrega. O prêmio não foi realizado em 2000 e 2001.

### Retorno, novos patrocínios e nomenclatura
Em 2002, a premiação foi transformada em Prêmio Caras, patrocinado pela revista Caras. No ano seguinte, tornou-se o Prêmio TIM de Música, com patrocínio da operadora telefônica TIM, que durou até 2008. Em 2009, o prêmio teve produção independente e contou com o apoio da classe artística brasileira. A partir dessa edição, a premiação adotou o nome definitivo de Prêmio da Música Brasileira. Em 2010, manteve o mesmo nome, com patrocínio da empresa Vale.

### Pausa, renovação e novas categorias
O Prêmio da Música Brasileira passou por uma pausa após a edição de 2018 devido a dificuldades financeiras e à falta de patrocínio, o que impossibilitou a realização do evento nos anos seguintes. No entanto, em 2023, o PMB retornou com inovações significativas para refletir a evolução da música e da sociedade.
Entre as mudanças, novas categorias foram criadas para tornar a premiação mais inclusiva e representativa. A categoria "Intérprete" foi introduzida como substituição das categorias "Cantor" e "Cantora", permitindo a inclusão de pessoas não-binárias. Além disso, a categoria anteriormente conhecida como "Pop/Rock/Reggae/Hip Hop/Funk" foi dividida em duas: "Pop/Rock" e "Música Urbana". A nova categoria "Música Urbana" abrange não apenas reggae, hip hop e funk, mas também incorpora gêneros como trap e música eletrônica, refletindo a diversidade e a inovação presentes na cena musical contemporânea.
Em 2024, foram introduzidas categorias voltadas para o gênero sertanejo, reconhecendo a crescente popularidade e importância desse estilo musical no Brasil. As novas premiações são "Melhor Intérprete – Sertanejo" e "Melhor Lançamento – Sertanejo".

### Nova divisão de categorias e restrições
O Prêmio da Música Brasileira (PMB) anunciou mudanças para a edição de 2025, incluindo novas categorias como funk, trap, reggae e música romântica. A categoria "Música Urbana" foi dividida em "Funk", "Rap/Trap" e "Reggae", enquanto "Pop/Rock" foi separada em "Pop" e "Rock". "Canção Popular/Sertanejo" agora tem subcategorias: "Canção Popular", "Canção Romântica" e "Sertanejo".
Essas mudanças visam uma avaliação mais justa dos gêneros musicais, refletindo a popularidade e importância de estilos como funk e trap. Além disso, músicas produzidas ou interpretadas por inteligência artificial e fonogramas com vozes de artistas falecidos estão proibidos, garantindo a autenticidade das obras.

## O prêmio

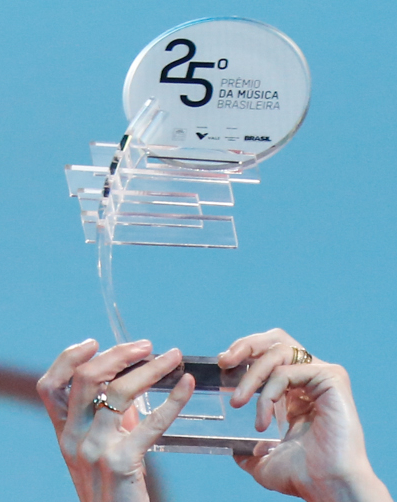
O troféu da 25.ª edição do Prêmio da Música Brasileira, em 2014.

O Prêmio da Música Brasileira tem, de acordo com seus criadores, dois objetivos: premiar a imensa variedade de manifestações musicais do país, incentivando a descoberta de novos talentos, e propiciar encontros produtivos entre as várias tendências da música contemporânea, buscando a mais alta qualidade em todas as vertentes da nossa música.
A votação para o PMB é realizada por um júri composto por profissionais da música, críticos e jornalistas especializados. Os indicados são selecionados com base em sua contribuição para a música brasileira no ano anterior à premiação. A eleição do premiado em cada categoria se baseia estritamente no mérito artístico de cada artista e/ou obra.

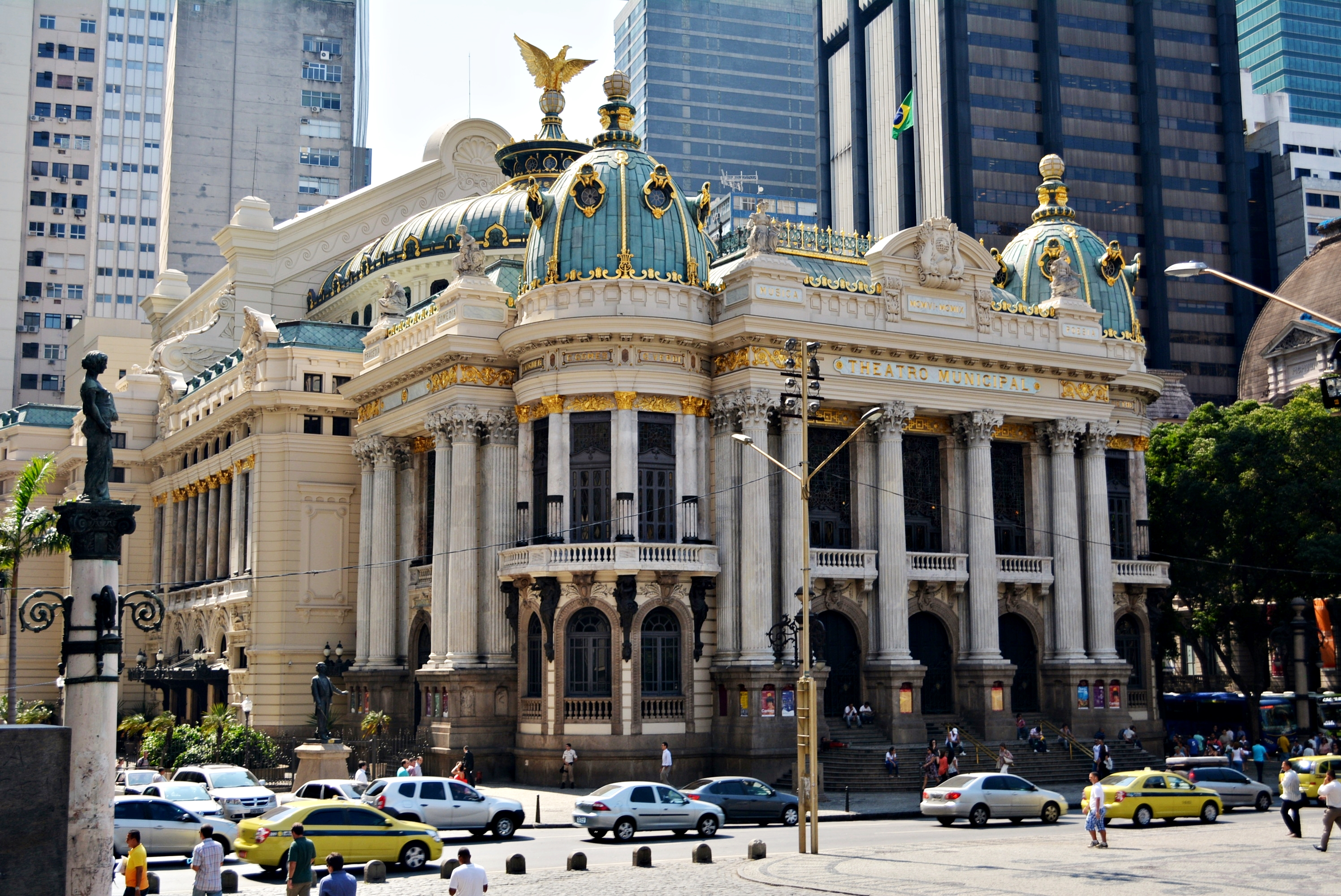
Fachada do Theatro Municipal do Rio de Janeiro.

A cerimônia de entrega dos prêmios é tradicionalmente realizada no Theatro Municipal do Rio de Janeiro, um dos mais importantes palcos culturais do país. Durante o evento, são realizadas apresentações musicais que celebram a obra de artistas homenageados e destacam a diversidade musical brasileira.

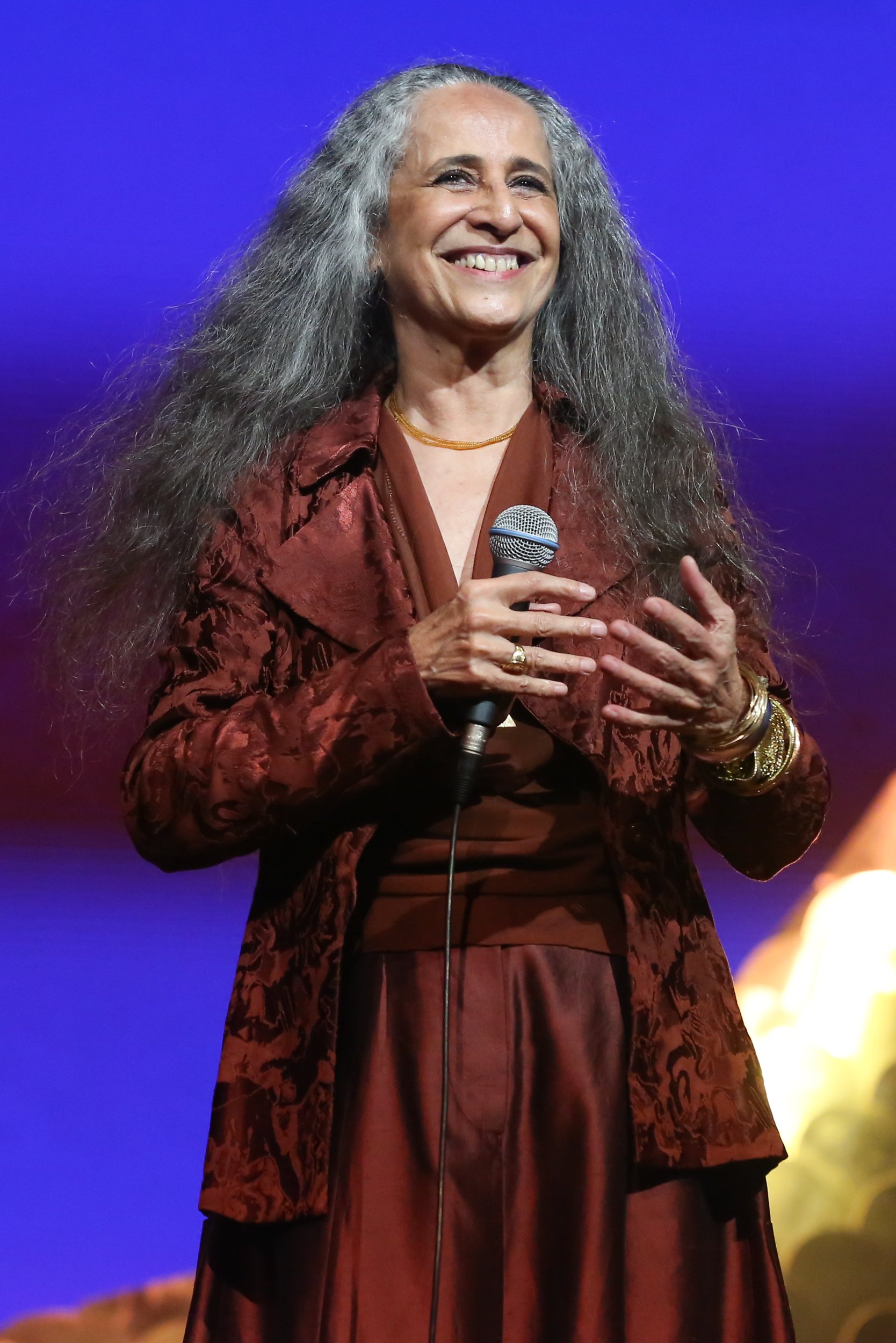
Maria Bethânia durante sua homenagem na 26.ª edição em 2015.

Cada edição da premiação apresenta um artista de destaque da nossa música como homenageado, celebrando sua contribuição para a cultura musical brasileira. A partir de 2003, o prêmio passou a premiar, alternadamente, um artista vivo e um já falecido, garantindo que tanto os talentos contemporâneos quanto os legados históricos sejam reconhecidos e valorizados.

## Edições
| N.°                               | Data                              | Local                             | Cidade                            | Homenageado(a)                    | Ref           |
| --------------------------------- | --------------------------------- | --------------------------------- | --------------------------------- | --------------------------------- | ------------- |
| Prêmio Sharp de Música Brasileira | Prêmio Sharp de Música Brasileira | Prêmio Sharp de Música Brasileira | Prêmio Sharp de Música Brasileira | Prêmio Sharp de Música Brasileira | [ 26 ] [ 25 ] |
| 1.ª                               | 31 de maio de 1988                | Teatro do Hotel Nacional          | Rio de Janeiro                    | Vinicius de Moraes                | [ 26 ] [ 25 ] |
| 2.ª                               | 25 de abril de 1989               | Golden Room do Copacabana Palace  | Rio de Janeiro                    | Dorival Caymmi                    | [ 26 ] [ 25 ] |
| 3.ª                               | 15 de agosto de 1990              | Teatro do Hotel Nacional          | Rio de Janeiro                    | Maysa                             | [ 26 ] [ 25 ] |
| 4.ª                               | 2 de julho de 1991                | Teatro do Hotel Nacional          | Rio de Janeiro                    | Elizeth Cardoso                   | [ 26 ] [ 25 ] |
| 5.ª                               | 27 de maio de 1992                | Teatro do Hotel Nacional          | Rio de Janeiro                    | Luiz Gonzaga                      | [ 26 ] [ 25 ] |
| 6.ª                               | 19 de maio de 1993                | Theatro Municipal                 | Rio de Janeiro                    | Angela Maria e Cauby Peixoto      | [ 26 ] [ 25 ] |
| 7.ª                               | 5 de maio de 1994                 | Theatro Municipal                 | Rio de Janeiro                    | Gilberto Gil                      | [ 26 ] [ 25 ] |
| 8.ª                               | 3 de maio de 1995                 | Theatro Municipal                 | Rio de Janeiro                    | Elis Regina                       | [ 26 ] [ 25 ] |
| 9.ª                               | 7 de maio de 1996                 | Theatro Municipal                 | Rio de Janeiro                    | Milton Nascimento                 | [ 26 ] [ 25 ] |
| 10.ª                              | 7 de maio de 1997                 | Theatro Municipal                 | Rio de Janeiro                    | Rita Lee                          | [ 26 ] [ 25 ] |
| 11.ª                              | 13 de maio de 1998                | Theatro Municipal                 | Rio de Janeiro                    | Jackson do Pandeiro               | [ 26 ] [ 25 ] |
| 12.ª                              | Sem cerimônia                     | Sem cerimônia                     | Sem cerimônia                     | Maria Bethânia                    | [ 26 ] [ 25 ] |
| Não realizado (2000—2001)         |                                   |                                   |                                   |                                   | [ 26 ] [ 25 ] |
| Prêmio Caras de Música Brasileira |                                   |                                   |                                   |                                   | [ 26 ] [ 25 ] |
| 13.ª                              | 21 de agosto de 2002              | Villa Riso                        | Rio de Janeiro                    | Gal Costa                         | [ 26 ] [ 25 ] |
| Prêmio TIM de Música              |                                   |                                   |                                   |                                   | [ 26 ] [ 25 ] |
| 14.ª                              | 23 de julho de 2003               | Theatro Municipal                 | Rio de Janeiro                    | Ary Barroso                       | [ 26 ] [ 25 ] |
| 15.ª                              | 7 de julho de 2004                | Theatro Municipal                 | Rio de Janeiro                    | Lulu Santos                       | [ 26 ] [ 25 ] |
| 16.ª                              | 1 de junho de 2005                | Theatro Municipal                 | Rio de Janeiro                    | Baden Powell                      | [ 26 ] [ 25 ] |
| 17.ª                              | 25 de julho de 2006               | Theatro Municipal                 | Rio de Janeiro                    | Jair Rodrigues                    | [ 26 ] [ 25 ] |
| 18.ª                              | 16 de maio de 2007                | Theatro Municipal                 | Rio de Janeiro                    | Zé Keti                           | [ 26 ] [ 25 ] |
| 19.ª                              | 28 de maio de 2008                | Theatro Municipal                 | Rio de Janeiro                    | Dominguinhos                      | [ 26 ] [ 25 ] |
| Prêmio da Música Brasileira       |                                   |                                   |                                   |                                   | [ 26 ] [ 25 ] |
| 20.ª                              | 1 de julho de 2009                | Canecão                           | Rio de Janeiro                    | Clara Nunes                       | [ 26 ] [ 25 ] |
| 21.ª                              | 11 de agosto de 2010              | Theatro Municipal                 | Rio de Janeiro                    | Dona Ivone Lara                   | [ 26 ] [ 25 ] |
| 22.ª                              | 6 de julho de 2011                | Theatro Municipal                 | Rio de Janeiro                    | Noel Rosa                         | [ 26 ] [ 25 ] |
| 23.ª                              | 13 de junho de 2012               | Theatro Municipal                 | Rio de Janeiro                    | João Bosco                        | [ 26 ] [ 25 ] |
| 24.ª                              | 12 de junho de 2013               | Theatro Municipal                 | Rio de Janeiro                    | Tom Jobim                         | [ 26 ] [ 25 ] |
| 25.ª                              | 14 de maio de 2014                | Theatro Municipal                 | Rio de Janeiro                    | O Samba                           | [ 26 ] [ 25 ] |
| 26.ª                              | 10 de junho de 2015               | Theatro Municipal                 | Rio de Janeiro                    | Maria Bethânia                    | [ 26 ] [ 25 ] |
| 27.ª                              | 22 de junho de 2016               | Theatro Municipal                 | Rio de Janeiro                    | Gonzaguinha                       | [ 26 ] [ 25 ] |
| 28.ª                              | 19 de julho de 2017               | Theatro Municipal                 | Rio de Janeiro                    | Ney Matogrosso                    | [ 26 ] [ 25 ] |
| 29.ª                              | 15 de agosto de 2018              | Theatro Municipal                 | Rio de Janeiro                    | Luiz Melodia                      | [ 26 ] [ 25 ] |
| Não realizado (2019—2022)         |                                   |                                   |                                   |                                   | [ 26 ] [ 25 ] |
| 30.ª                              | 31 de maio de 2023                | Theatro Municipal                 | Rio de Janeiro                    | Alcione                           | [ 26 ] [ 25 ] |
| 31.ª                              | 12 de junho de 2024               | Theatro Municipal                 | Rio de Janeiro                    | Tim Maia                          | [ 26 ] [ 25 ] |
| 32.ª                              | 4 de junho de 2025                | Theatro Municipal                 | Rio de Janeiro                    | Chitãozinho & Xororó              | [ 26 ] [ 25 ] |
| 33.ª                              | —                                 | —                                 | —                                 | Cazuza                            | [ 26 ] [ 25 ] |

## Artistas com mais prêmios recebidos
| Artista              | Número de prêmios | Ref    |
| -------------------- | ----------------- | ------ |
| Maria Bethânia       | 24                | [ 28 ] |
| Alcione              | 21                | [ 28 ] |
| Caetano Veloso       | 19                | [ 28 ] |
| Elba Ramalho         | 19                | [ 28 ] |
| Fundo de Quintal     | 19                | [ 28 ] |
| Dominguinhos         | 18                | [ 28 ] |
| Zeca Pagodinho       | 18                | [ 28 ] |
| Alceu Valença        | 15                | [ 28 ] |
| Paulinho da Viola    | 13                | [ 28 ] |
| Roupa Nova           | 13                | [ 28 ] |
| Tim Maia             | 13                | [ 28 ] |
| Gal Costa            | 12                | [ 28 ] |
| Hamilton de Holanda  | 12                | [ 28 ] |
| Lenine               | 12                | [ 28 ] |
| Milton Nascimento    | 12                | [ 28 ] |
| Cauby Peixoto        | 11                | [ 28 ] |
| Chico Buarque        | 11                | [ 28 ] |
| Chitãozinho & Xororó | 11                | [ 28 ] |
| Cristovão Bastos     | 11                | [ 28 ] |
| Rita Lee             | 11                | [ 28 ] |
| Yamandu Costa        | 11                | [ 28 ] |
| Martinho da Vila     | 10                | [ 28 ] |
| Nana Caymmi          | 10                | [ 28 ] |
| Ney Matogrosso       | 10                | [ 28 ] |
| Roberto Carlos       | 10                | [ 28 ] |
| Sandra Sá            | 10                | [ 28 ] |
| Zélia Duncan         | 10                | [ 28 ] |

## Categorias de 2025

### Gerais
- Melhor Canção
- Melhor Revelação [29]
- Melhor Audiovisual
- Melhor Projeto Especial
- Melhor Lançamento – Eletrônico
- Melhor Lançamento – Língua Estrangeira
- Melhor Lançamento – Erudito

### Canção Popular
- Melhor Intérprete
- Melhor Grupo
- Melhor Lançamento

### Canção Romântica
- Melhor Intérprete
- Melhor Grupo
- Melhor Lançamento

### Sertanejo
- Melhor Intérprete
- Melhor Dupla
- Melhor Lançamento

### Instrumental
- Melhor Solista
- Melhor Grupo
- Melhor Lançamento

### MPB
- Melhor Intérprete
- Melhor Grupo
- Melhor Lançamento

### Funk
- Melhor Intérprete
- Melhor Grupo
- Melhor Lançamento

### Rap/Trap
- Melhor Intérprete
- Melhor Grupo
- Melhor Lançamento

### Reggae
- Melhor Intérprete
- Melhor Grupo
- Melhor Lançamento

### Pop
- Melhor Intérprete
- Melhor Grupo
- Melhor Lançamento

### Rock
- Melhor Intérprete
- Melhor Grupo
- Melhor Lançamento

### Raízes
- Melhor Intérprete
- Melhor Dupla
- Melhor Grupo
- Melhor Lançamento

### Samba
- Melhor Intérprete
- Melhor Grupo
- Melhor Lançamento

Segundo definição do conselho, obras compostas, produzidas ou interpretadas apenas por IA, além daquelas que utilizam vocais de artistas mortos criados pela tecnologia, não poderão concorrer ao prêmio.
Fonte:

## Conselho
O Conselho Diretor do Prêmio da Música Brasileira é responsável pelo estabelecimento das diretrizes fundamentais do Prêmio, pela solução de dúvidas e omissões, pela seleção dos jurados, bem como pelo voto de minerva para eventuais desempates. O Conselho também é responsável pela indicação do homenageado do ano.
Atualmente ele é composto por: Antônio Carlos Miguel; Arnaldo Antunes; Djavan; Emicida; Gilberto Gil; Heloísa Guarita; João Bosco; Karol Conká; Ney Matogrosso; Wanderléa; Yamandu Costa e Zé Maurício Machline.